# Raoul Årmann
Raoul Nils Alvar Årmann, född den 28 november 1895 i Stora Mellösa församling, Örebro län, död den 29 mars 1975 i Mariefred, var en svensk militär och fäktare. Han var bror till Carl Årmann och svärfar till Torsten Ahlgren.
Årmann blev fänrik vid Smålands artilleriregemente 1915 och befordrades till löjtnant 1918. År 1926 förflyttades han till artilleristaben där han 1928 blev kapten, 1937 major och 1939 överstelöjtnant. År 1940 blev han överste och stabschef vid artilleriinspektionen för att 1942 bli chef för Smålands artilleriregemente. År 1949 blev han inspektör för artilleriet och året därpå konungens överadjutant. Årmann gick i pension 1955 med generalmajors grad. Efter pensionen tjänstgjorde han som slottsfogde över Gripsholms och från 1959 även över Strömsholms slott. Årmann blev ledamot av Krigsvetenskapsakademien 1941. Årmann vilar på Stora Mellösa gamla kyrkogård.
Årmann tävlade i värja och vann SM 1933. Under samma år var han en del av Sveriges lag som tog brons i lagtävlingen i värja vid VM 1933 i Budapest.

## Utmärkelser
- Kommendörer av Kungl. Svärdsorden, 1:a kl., 1948[2]
- Kommendörer av Kungl. Svärdsorden, 2:a kl., 1945[3]
- Riddare af Kungl. Vasaorden, 1942[4]
- Riddare af Kungl. Svärdsorden, 1936[5]
- Storofficer i Oranje-Nassau orden, 18 maj 1957[6]